# Вестин, Эрнест Гарри
Эрнест Гарри Вестин (Вестайн; англ. Ernest Harry Vestine; 9 мая 1906, Миннеаполис, Миннесота — 18 июля 1968, Санта-Моника, Калифорния) — канадский и американский геофизик и метеоролог шведского происхождения.

## Биография
Будущий учёный родился в Миннеаполисе, штат Миннесота в семье выходцев из Швеции. Шведская фамилия его отца — Вестин в Америке стала читаться как Вестайн. Когда Эрнесту было два года, его семья переехала в Канаду, в провинцию Альберта, где он вырос, окончил школу и поступил в университет Альберты, который окончил в 1931 году со степенью бакалавра физико-математических наук. В следующем году Вестин стал сотрудником Канадского метеорологического бюро в Торонто. Во время Второго международного полярного года (1932–1933) он возглавил канадскую экспедицию в Меанук в труднодоступной северной части Альберты, где основал магнитную обсерваторию.
В 1934 году Вестин уехал в Лондон, чтобы продолжить своё образование в Лондонском университете, где в 1937 году получил степень Ph.D. в области прикладной математики. 
В начале 1930-х годов Вестин начал сотрудничество с Институтом Карнеги в Вашингтоне, а в январе 1938 года был принят на работу ассистентом в отдел земного магнетизма Института. Вскоре его повысили до начальника отдела наземной магниторазведки. В 1946 году Вестин он возглавил Сектор теоретической геофизики института Карнеги. В 1947 года Вестин в качестве научного редактора подготовил к печати обширный двухтомный труд с подробным описанием всех геомагнитных данных сектора. Помимо геомагнетизма в сферу интересов Вестина в то время входили исследования в области сейсмологии и исследования космических лучей.
В 1957 году Вестин активно участвовал в научной деятельности, приуроченной к Международному геофизическому году. Однако, в том же году он покинул институт Карнеги и перешёл в исследовательский отдел корпорации RAND, где занимался космическими исследованиями. С 1964 по 1968 год Вестин был президентом секции геомагнетизма Американского геофизического союза.
Эрнест Вестин был женат на Лоис Вестин, в этом браке родился сын Генри. Эрнест Вестин отличался передовыми взглядами на эмансипацию чёрных, и нередко посещал вместе с сыном блюзовые концерты, причём в некоторых случаях они были там единственными белыми зрителями. В результате, Генри Вестин (в России известный, как Генри Вестайн; 1944—1997) стал известным блюзовым гитаристом. 
В старости профессор Эрнест Вестин проживал в Санта-Монике, Калифорния, где и скончался. Его именем назван ударный кратер Вестин на Луне.

## Избранные работы Эрнеста Вестина
- EH Vestine, Noctilucent clouds, J. Roy. Astron. Soc. Can. 28, 1934.
- EH Vestine et al., The Description of the Earth’s Main Magnetic Field and Its Secular Change, 1905-1945, 1947.
- EH Vestine et al., The Geomagnetic Field: Its Description and Analysis, 1947.
- EH Vestine et al., The geomagnetic field, its description and analysis, 1959.
- EH Vestine, On Variations of the Geomagnetic Field, Fluid Motions, and the Rate of the Earth's Rotation, Proc Natl Acad Sci, 1952, December; 38(12).
- EH Vestine, Polar, Magnetic, Auroral, and Ionospheric Phenomena, Rev. Mod. Phys. 32, 1960.